# Кушнір Мар'ян Вікторович
Мар'ян Вікторович Кушнір (нар. 14 квітня 1993, Тершів, Львівська область) — український журналіст. Кавалер ордена «За заслуги» III ступеня (2022).

## Життєпис
З 2015 року працює в українській редакції «Радіо Свобода». Відтоді їздить на фронт і висвітлює бойові дії на території України, готує репортажі з масових акцій. Після відкритого воєнного нападу Росії на Україну 24 лютого 2022 року висвітлює події із гарячих точок, де точаться активні бойові дії. 11 березня 2022 року отримав контузію на Київщині, у селищі Баришівка. 28 травня 2022 року під час підготовки репортажу потрапив під обстріл на Донеччині.

## Нагороди
- орден «За заслуги» III ступеня (2022)[5];
- «Честь професії» (2022)[6].